# Fórmula de Hazen-Williams
La fórmula de Hazen-Williams, también denominada ecuación de Hazen-Williams, se utiliza particularmente para determinar la velocidad del agua en tuberías circulares llenas, o conductos cerrados es decir, que trabajan a presión.
Su formulación en función del radio hidráulico es:
{\displaystyle u=0.8494\ C\ R_{h}^{0.63}\ S^{0.54}}
{\displaystyle Q=0.2787\ C\ {Di}^{(4.87/1.85)}\ S^{(1/1.85)}}
Qué es aproximadamente igual a:  
{\displaystyle Q=0.2787\ C\ D_{i}^{2.63}\ S^{0.54}}
| Símbolo               | Nombre                                           | Unidad | Fórmula                                                                       |
| --------------------- | ------------------------------------------------ | ------ | ----------------------------------------------------------------------------- |
| {\displaystyle R_{h}} | Radio hidráulico                                 | m      | {\displaystyle R_{h}={\frac {\text{Área de flujo}}{\text{Perimetro húmedo}}}} |
| {\displaystyle u}     | Velocidad media del agua en el tubo              | m / s  |                                                                               |
| {\displaystyle Q}     | Caudal (Flujo volumétrico)                       | m3 / s |                                                                               |
| {\displaystyle C}     | Coeficiente que depende de la rugosidad del tubo |        |                                                                               |
| {\displaystyle D_{i}} | Diámetro interior                                | m      |                                                                               |
| {\displaystyle S}     | Pendiente                                        | m / m  |                                                                               |

- Rh = Di / 4 (Nota: Di/4 = Radio hidráulico de una tubería trabajando a sección llena)
- S = Pendiente - Pérdida de carga por unidad de longitud del conducto

Esta ecuación se limita por usarse solamente para agua como fluido de estudio, mientras que encuentra ventaja por solo asociar su coeficiente a la rugosidad relativa de la tubería que lo conduce, o lo que es lo mismo al material de la misma y el tiempo que este lleva de uso.

## Valores para el coeficiente C
Los valores típicos de C usados en diseño pueden variar, ya que por la edad las tuberías tienden a ser más rugosas, por lo tanto su coeficiente disminuye:
| Material                      | C mín | C máx | Referencia |
| ----------------------------- | ----- | ----- | ---------- |
| Asbesto-cemento               | 140   | 140   | -          |
| Hierro fundido nueva          | 130   | 130   | [ 1 ]      |
| Hierro fundido 10 años        | 107   | 113   | [ 1 ]      |
| Hierro fundido 20 años        | 89    | 100   | [ 1 ]      |
| Hierro fundido 30 años        | 75    | 90    | [ 1 ]      |
| Hierro fundido 40 años        | 64    | 83    | [ 1 ]      |
| Concreto                      | 100   | 140   | [ 1 ]      |
| Cobre                         | 130   | 140   | [ 1 ]      |
| Acero                         | 90    | 110   | -          |
| Hierro galvanizado            | 120   | 120   | [ 1 ]      |
| Polietileno                   | 140   | 140   | [ 1 ]      |
| Policloruro de vinilo (PVC)   | 150   | 150   | [ 1 ]      |
| Plástico fibroreforzado (FRP) | 150   | 150   | [ 1 ]      |